# ويليام ساندرسون
ويليام ساندرسون (بالإنجليزية: William Sanderson)‏ هو ممثل أمريكي، ولد في 10 يناير 1944 بممفيس في الولايات المتحدة.

## أعمال

### أفلام
- (1980) ابنة عامل المناجم[2]
- (1982) بليد رانر[3][4][5][6]

### مسلسلات
- جومانجي
- دم حقيقي

## وصلات خارجية
- ويليام ساندرسون على موقع IMDb (الإنجليزية)
- ويليام ساندرسون على موقع ألو سيني (الفرنسية)
- ويليام ساندرسون على موقع أول موفي (الإنجليزية)
- ويليام ساندرسون على موقع قاعدة بيانات الأفلام السويدية (السويدية)
- ويليام ساندرسون على موقع إن إن دي بي (الإنجليزية)
- ويليام ساندرسون على موقع قاعدة بيانات الفيلم (الإنجليزية)
- ويليام ساندرسون على موقع كينوبويسك (الروسية)